# Трстеник (Грчка)
Трстеник (грч. Θηριόπετρα, Тиријопетра) је насељено место у општини Меглен у периферији Средишња Македонија, Грчка. Према попису из 2021. године било је 262 становника.
Према бугарском географу и историчару, Василу Канчову, у Трстенику је 1900. године живело 1.000 Словена муслимана. Мештани Трстеника су током 18. века због притиска и веће сигурности за живот прешли на ислам. Године 1924. муслиманско становништво је принудно исељено у Турску а на њихово место су насељене грчке и караманлијске избегличке породице из Турске. На попису из 1928. године Трстеник је имао 473 становника.